# Leah Ruth Robinson
Pour les articles homonymes, voir Robinson.
Leah Ruth Robinson, née le 28 septembre 1951 à Summit, dans l'État du New Jersey, aux États-Unis, est une autrice américaine de roman policier.

## Biographie
Elle est médecin au service des urgences au St. Luke's–Roosevelt Hospital Center (en), puis au Lenox Hill Hospital de New York. Quand elle épouse l'écrivain américain John Rousmaniere (en), elle adopte le nom de Leah Ruth Robinson Rousmaniere.
En 1988, elle publie, sous son nom de jeune fille, son premier roman, Goutte à goutte (Blood Run), dans lequel elle met en scène Evelyn Sutcliffe, une femme médecin à l'University Hospital de New York.
Selon Claude Mesplède, elle « n'hésite pas à aborder des questions graves telles que le viol, le droit à l'avortement ou l'assurance-maladie », mais « malgré une bonne approche de certains problèmes de société, cette série à l'écriture banale reste superficielle, ne dépassant guère le niveau d'un feuilleton télévisé ».

## Œuvre

### Romans

#### SérieDr Evelyn Sutcliffe
- Blood Run (1988) Publié en français sous le titre Goutte à goutte, Paris, Fleuve noir, coll. « Noirs » (2002)  (ISBN 2-265-07354-7) ; réédition, Paris, Pocket, coll. « Presses-Pocket » no 12472 (2005)  (ISBN 2-266-15010-3)
- First Cut (1997) (autre titre Intensive Care) Publié en français sous le titre Soupçons aux urgences, Paris, Éditions Jean-Claude Lattès, coll. « Suspense & cie » (1998)  (ISBN 2-7096-1907-5) ; réédition, Paris, Pocket, coll. « Presses-Pocket » no 10796 (2001)  (ISBN 2-266-09752-0)
- Unnatural Causes (1999) Publié en français sous le titre Une attention vénéneuse, Paris, Éditions Jean-Claude Lattès, coll. « Suspense & cie » (2000)  (ISBN 2-7096-1982-2) ; réédition, Paris, Pocket, coll. « Presses-Pocket » no 11419 (2002)  (ISBN 2-266-11670-3)
- Nerve Block (2002) Publié en français sous le titre Coup de sang, Paris, Fleuve noir, coll. « Noirs » (2003)  (ISBN 2-265-07707-0) ; réédition, Paris, Pocket, coll. « Presses-Pocket » no 12937 (2006)  (ISBN 2-266-16131-8)

## Sources
: document utilisé comme source pour la rédaction de cet article.
- Claude Mesplède (dir.), Dictionnaire des littératures policières, vol. 2 : J - Z, Nantes, Joseph K, coll. « Temps noir », 2007, 1086 p. (ISBN 978-2-910-68645-1, OCLC 315873361), p. 660.